# A Burlesque on Carmen

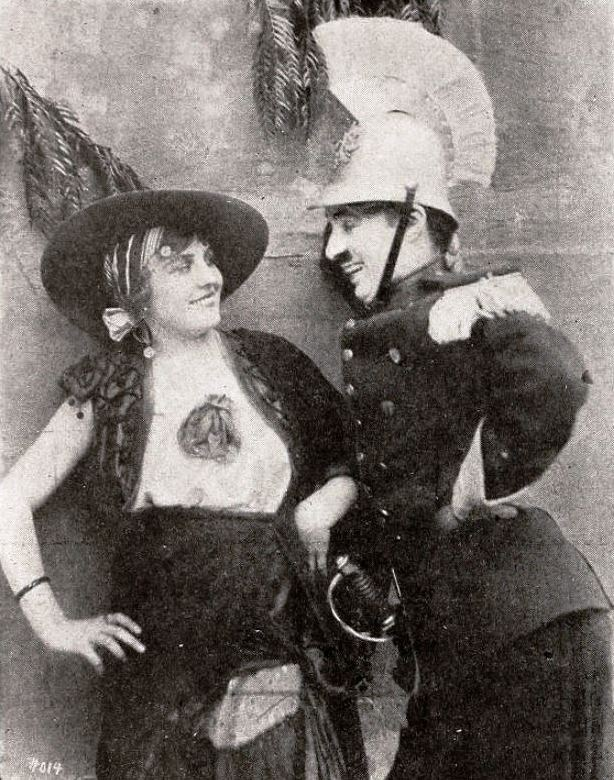
Charles Chaplin i Edna Purviance en un fotograma de la pel·lícula

A Burlesque on Carmen és una pel·lícula muda dirigida i protagonitzada per Charles Chaplin. Es tracta de la darrera pel·lícula que Chaplin rodà per a l’Essanay. Chaplin va estrenar la pel·lícula amb el títol de “Carmen” com un curtmetratge de dues bobines el 18 de desembre de 1915. El 1916, però, quan l’actor signar contracte amb la Mutual, l’Essanay en va realitzar un nou muntatge afegint escenes descartades i noves escenes rodades, allargant-la fins a quatre bobines, cosa que va provocar un litigi amb l’actor que intentà impedir la seva estrena.

## Argument
Carmen, una seductora gitana, és enviada per convèncer a Darn Hosiery, un oficial ximple encarregat de vigilar una de les entrades a la ciutat de Sevilla, que deixi passar una partida de contrabandistes. Ella primer intenta subornar-lo, però ell agafa els diners i es nega a deixar entrar les mercaderies.
Aleshores Carmen el convida a la fonda de Lillas Pastia on el sedueix. Després d'una baralla a la fàbrica de tabac on treballa la Carmen, Darn la deté però després la deixa escapar. A la fonda de Lillas Pastia, mata un oficial enamorat de Carmen i ha de fugir per lo que s'incorpora a la banda de contrabandistes.
Carmen coneix el famós toreador Escamillo i s'enamora d'ell. Ella l'acompanya a una corrida de toros però Darn Hosiery l'espera i quan li diu que ja no l'estima, ell la mata a punyalades. Just després, Chaplin mira la càmera i demostra que el ganivet era fals i tots dos somriuen als espectadors.

## Repartiment
- Charles Chaplin (Darn Hosiery)
- Edna Purviance (Carmen)
- Jack Henderson (Lillas Pastia)
- Leo White (Morales, oficial de la guàrdia)
- John Rand (Escamillo el torero)
- May White (Frasquita)
- Bud Jamison (soldat de la guàrdia)
- Lawrence A. Bowes (gitano)
- Frank J. Coleman (soldat)

## Producció
La història de Carmen de Prosper Merimée va ser molt popular a la dècada de 1910 i el 1915 es van estrenar simultàniament dues versions de la novel·la. Una va ser dirigida per Raoul Walsh i protagonitzada per Theda Bara, l'altra va ser dirigida per Cecil B. DeMille i la protagonista fou Geraldine Farrar. La pel·lícula de DeMille va rebre crítiques positives però Chaplin va pensar que era adequada per a fer-ne una paròdia. Seguint la mateixa estructura que l’obra de DeMille i amb els mateixos intertítols, Chaplin va rodar la que fins aquell moment seria la seva pel·lícula més elaborada.
En marxar Chaplin a la Mutual, l’Essanay va retirar la pel·lícula i George Spoor, fundador de la companyia, va autoritzar que s'edités de nou per fer-la molt més llarga. Va afegir diferents escenes que havien estat descartades per Chaplin i es van incloure de noves protagonitzades per Ben Turpin sota la direcció de Leo White. L’objectiu era maximitzar els beneficis ara que la productora havia perdut a la seva estrella principal i es va reestrenar el 2 d’abril de 1916.
El resultat no tenia res a veure amb el que Chaplin havia pensat i el muntatge presentava errors de continuïtat. Chaplin, molt enfadat, va presentar una demanda judicial per intentar evitar la seva estrena. No ho va aconseguir i el litigi no s'havia resolt quan el 1922 es va dissoldre la productora.